# Dallol (volcan)
Pour les articles homonymes, voir Dallol.
Dallol est un champ géothermique situé dans le désert de sel du Danakil, au nord-est de l'Éthiopie, à une quinzaine de kilomètres de la frontière de l'Érythrée. Ce site hydrothermal qui regroupe des manifestations solfatariennes, se trouve à l'extrémité nord d'un lac salin, le lac Karoum, dont le sel est encore exploité par les Afars. Il résulterait de l'explosion d'une importante chambre magmatique de la vallée du Grand Rift au-dessus d'une vaste zone saline à l'ouest de la mer Rouge, et se trouve à – 136,8 mètres au-dessous du niveau de la mer, dans la dépression de Danakil. La température y atteint régulièrement les 45 degrés à l'ombre. Une réinterprétation géologique du site laisse entendre qu'il ne s'agit nullement d'une activité purement volcanique mais de phénomènes complexes entre dynamique salifère (halocinèse) et circulations hydrothermales imposées par la présence du rift est-africain possiblement liées à une intrusion magmatique en profondeur (bien que cette intrusion n'ait pas été reconnue en géophysique jusqu'à 2 200 m de profondeur).
Cette vaste zone désolée est connue pour ses curieuses formations géologiques : sources chaudes acides, montagnes de soufre, colonnes de sel, petits geysers gazeux, vasques d'acides isolées par des corniches de sel et concrétions d'évaporites, de soufre, de chlorure de magnésium, de saumure et de soude solidifiée. Le tout sur un fond blanc, jaune, vert et rouge ocre, due à la forte présence de soufre, d'oxyde de fer, de sel et d'autres minéraux.
Le site, à l'instar des volcans environnant cette zone (Erta Ale, volcans du Kenya, etc.) est le résultat de l'écartement de la plaque arabique et de la plaque africaine et de la création du rift de la mer Rouge.
En afar, Dallol signifie « désintégré » ou « décomposé », à cause de ses sources chaudes acides.

## Histoire

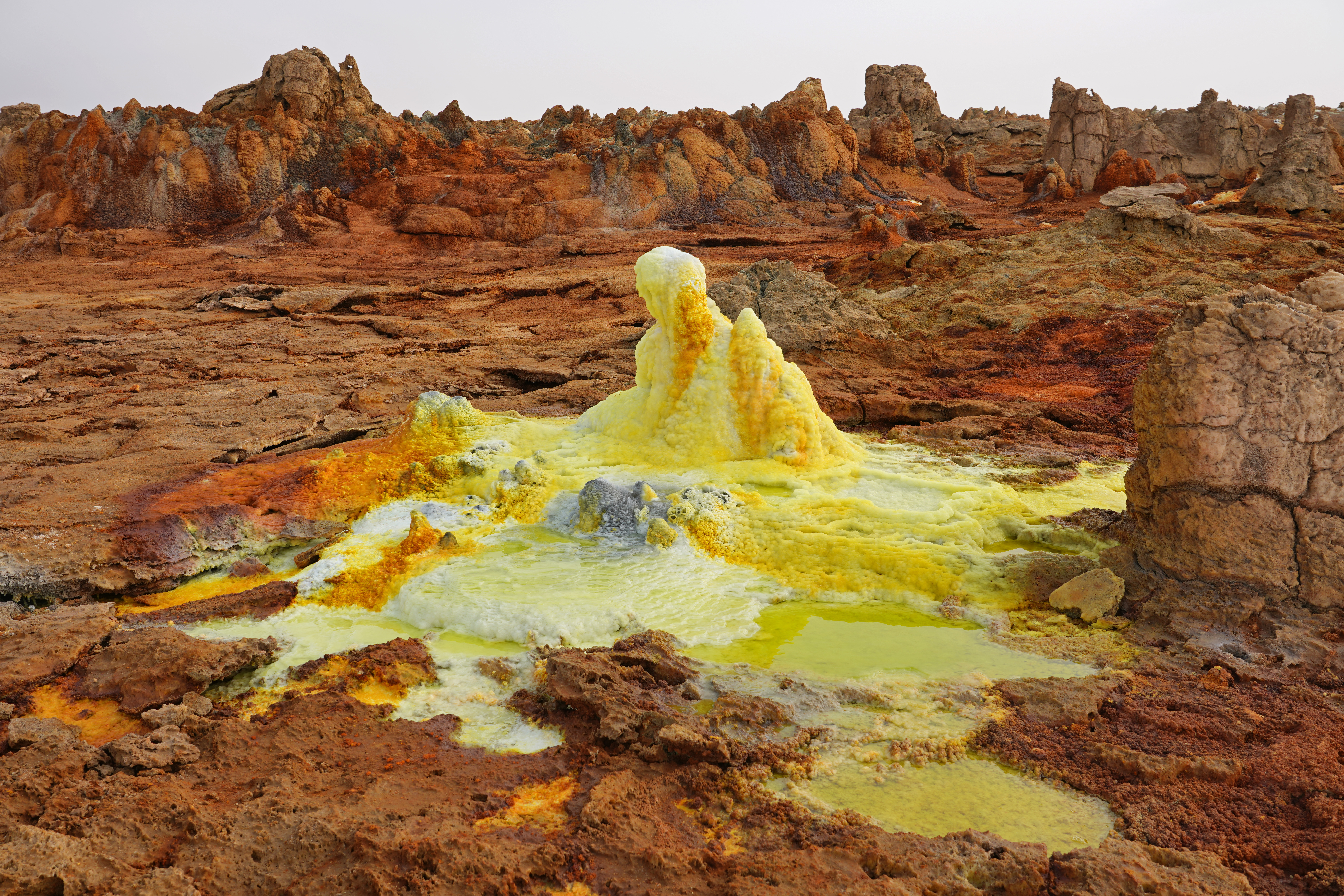
Paysage autour du volcan. Janvier 2018.

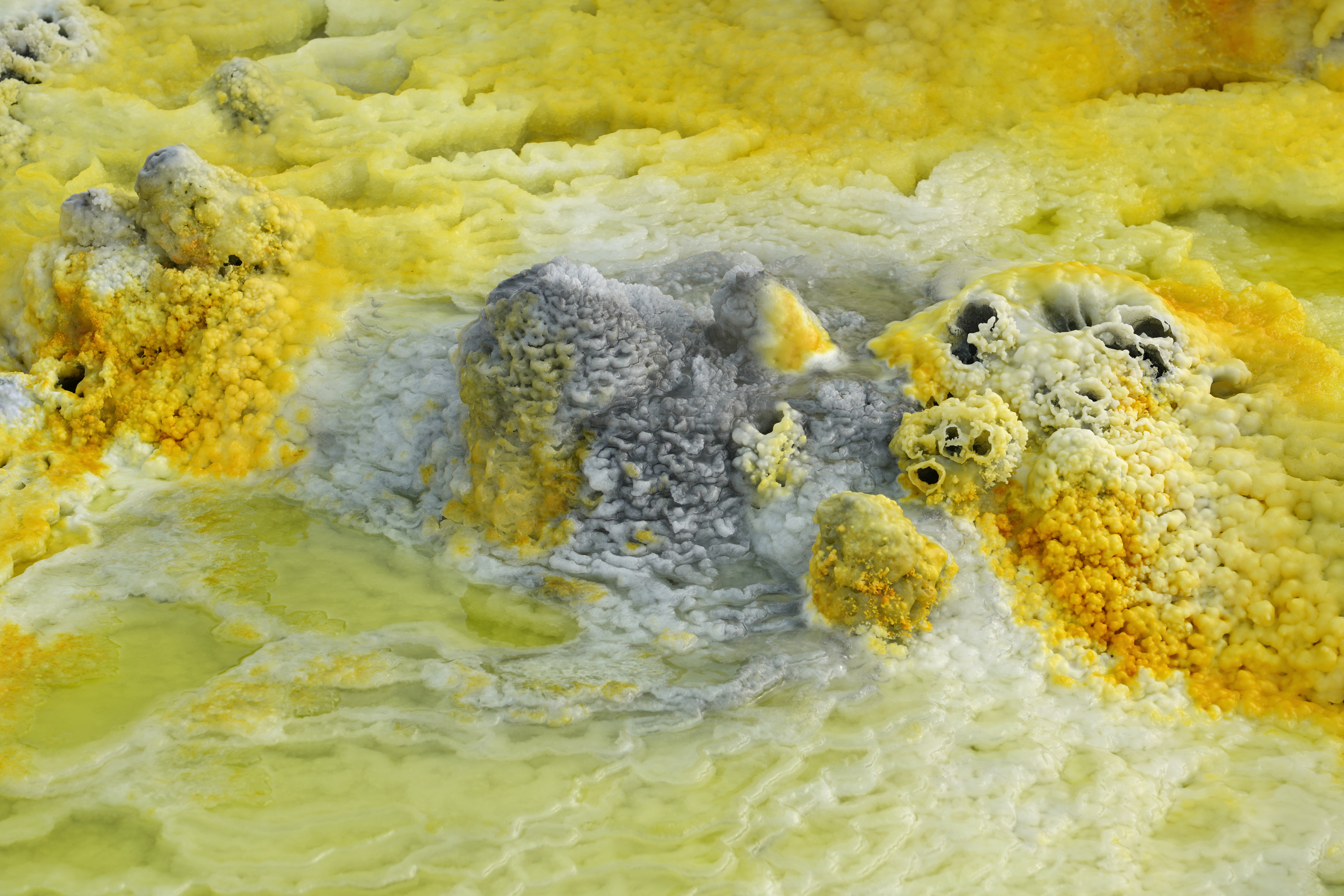
Détail d'une formation dans le Dallol. Janvier 2018.

La dernière éruption de ce volcan, de type phréato-magmatique, remonte à 1926.
Le volcan a été pendant longtemps méconnu du public, au contraire de l'Erta Ale, et le site connu de rares volcanologues. Ce n'est qu'en 2001 que la zone fut officiellement accessible à tous, et en 2005 que l'on fit prendre connaissance de ce volcan au grand public, grâce notamment à un documentaire d'Ushuaïa Nature largement diffusé de Nicolas Hulot, intitulé Le pays des origines. Le volcan ne figure pas dans la plupart des livres de volcanologie ou de géologie, même récents.
Sa découverte par les premiers colons européens date certainement des premières colonisations et expéditions dans la région, au XVIIe ou XVIIIe siècle. Mais l'hostilité de la dépression, la chaleur insupportable qui y règne et le danger du site (vasques acides, émanations toxiques…), n'ont pas dû favoriser les expéditions dans les zones proches du cratère. Au contraire, l'Erta Ale était beaucoup plus accessible, notamment parce que la partie du rift où il se trouve (appelé l'Erta Ale Range), est nettement plus élevée.
Ce site n'est pas encore classé parc national, seul son isolement le protège des visiteurs. Un projet de parc national est à l'examen. Le site demeure peu visité à cause des tensions persistantes entre l'Éthiopie et l'Érythrée, même si le tourisme d'aventure se développe actuellement[Quand ?] dans la région (plusieurs centaines de touristes chaque année). Ces dix dernières années[Quand ?] ont d'ailleurs été marquées par plusieurs prises d'otages de touristes occidentaux dans les environs du village d'Ahmed Ela, le village le plus proche de Dallol.
En mai 2009, le gouvernement éthiopien a accordé des droits d'exploitation de potasse à des compagnies britanniques, entraînant la colère des Afars qui détenaient jusqu'alors le monopole de l'extraction du sel dans la région. En réaction, les Afars ont miné la région s'étendant entre le Dallol et le volcan Erta Alé, entraînant la mort d'une quinzaine de personnes au cours du seul mois de mai 2009. Les victimes sont essentiellement des ouvriers chinois (qui construisent des routes dans la région), mais aussi un touriste étranger. Les voyages dans cette région sont donc à nouveau déconseillés[Quand ?].

## Géologie

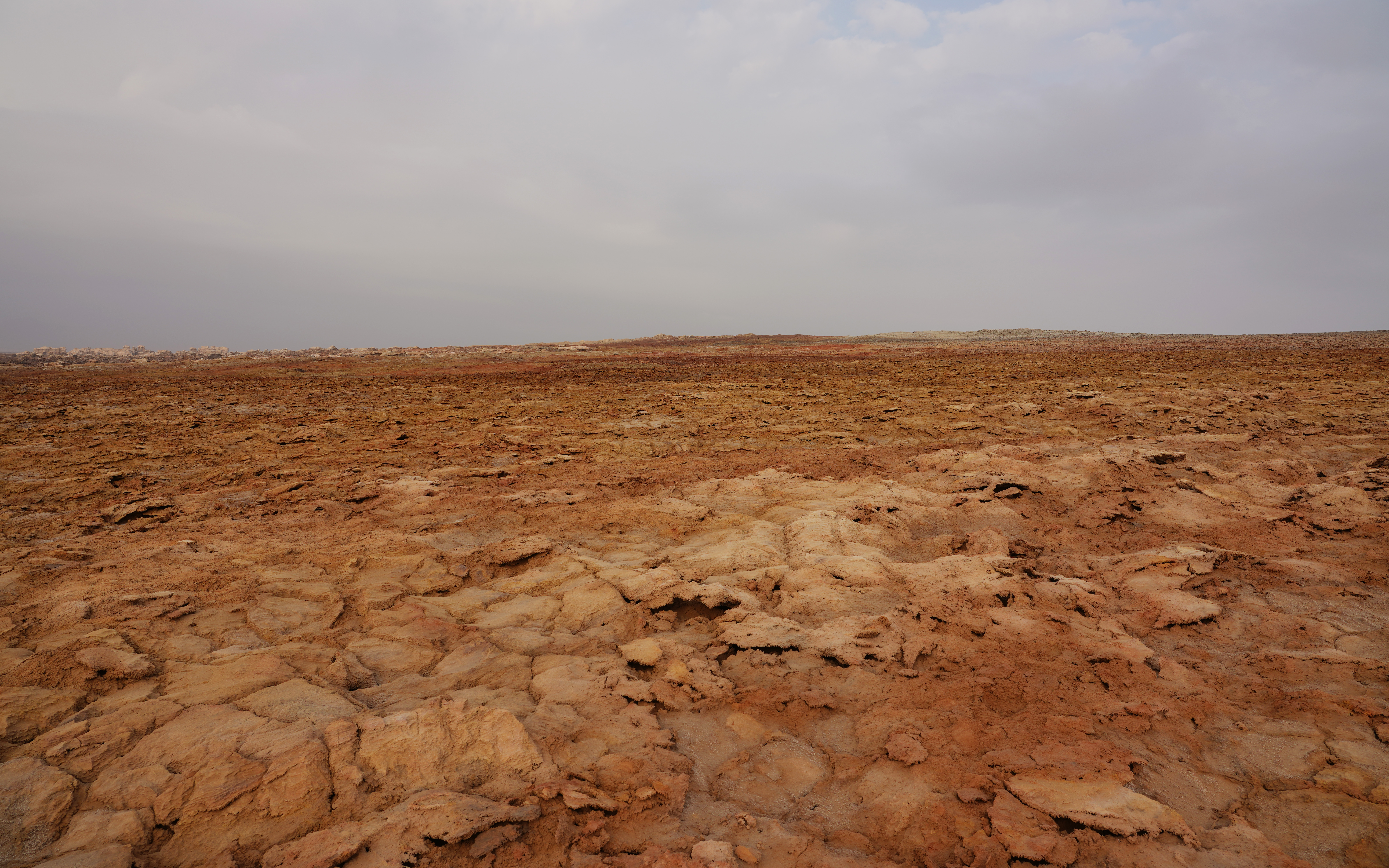
Le désert du Danakil vu depuis une pente du Dallol.

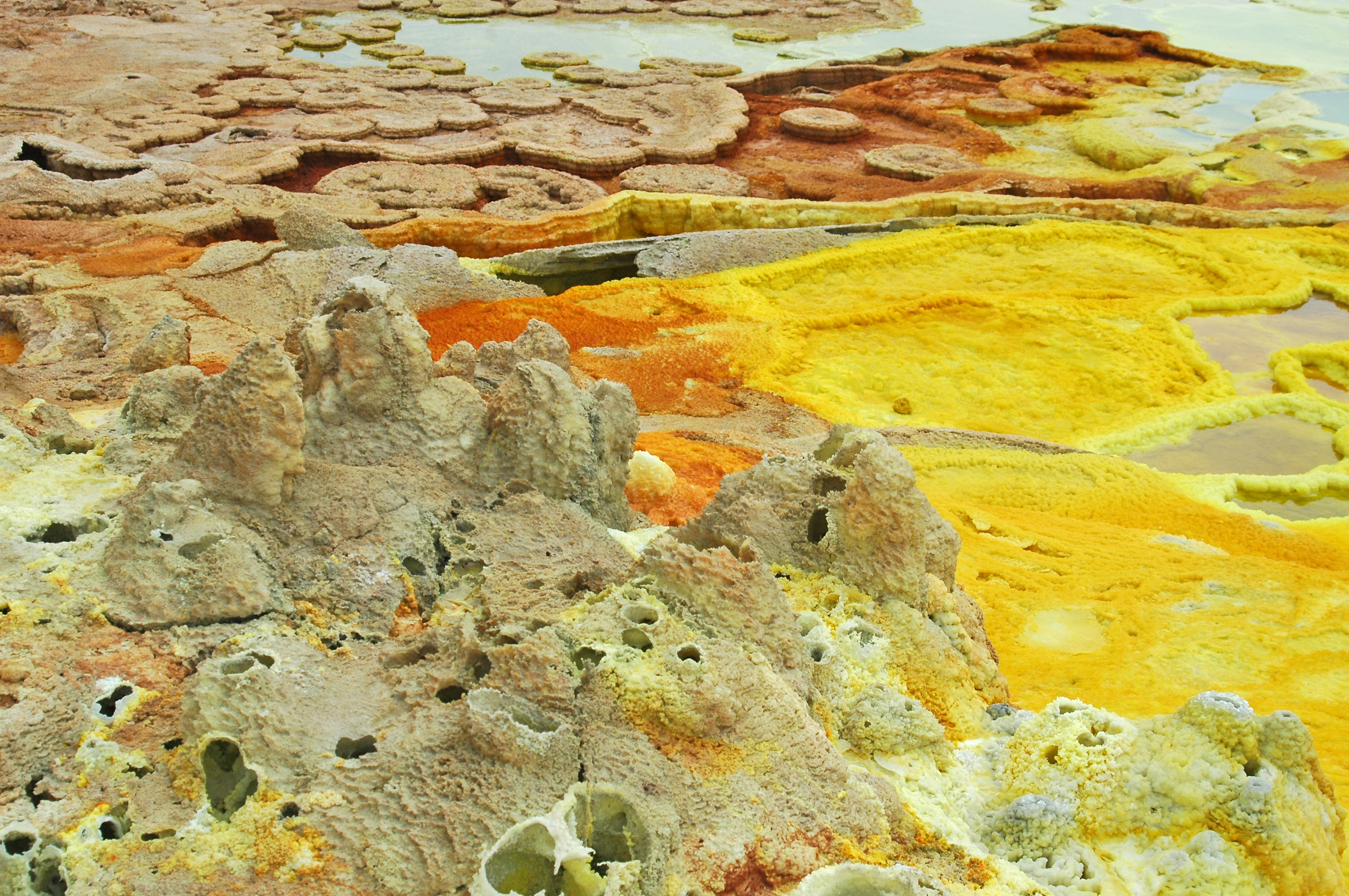
Formations salines et sulfureuses à Dallol. Notez les plateformes en forme de champignons caractéristiques (arrière-plan, à gauche), les vasques de soude colorées en jaune et orange par le soufre (premier plan, à droite), le petit lac d'acide sulfurique (arrière-plan, à droite), et les concrétions en formes d'éponges poreuses (premier plan, à gauche).

Le volcan n'est ni un cône volcanique ni un volcan bouclier. C'est une vaste zone dont les bords sont hérissés de centaines de cheminées de fées, avec de nombreuses sources chaudes soufrées, des geysers, des fumerolles et des concrétions de sel et de soufre.
On peut apercevoir dans certaines sources chaudes du volcan de petites coulées de sel et de saumure à 100 °C, de petites coulées de bischofite (en) fondue, voire des coulées de soufre liquide. Ces substances sortent des cheminées et geysers.
Les gaz qui émanent des fumerolles et des geysers peuvent être toxiques. De plus, certains fonds instables dissimulent des vasques acides qui peuvent présenter un danger.
Des cheminées de fées de sel créent le relief du cratère, conférant au volcan un aspect étrange. Ces édifices géologiques ont été formés lorsque la mer Rouge a inondé à plusieurs reprises la dépression, il y a plusieurs milliers d'années. Le passage de la mer a construit des dépôts salins autour du volcan, et l'évaporation de l'eau combinée à l'absence de vents, a, avec le temps, formé ces colonnes de soude.
Dallol est unique par ses formations. Toutefois le Erta Ale Range connait d'autres formations sulfureuses non loin de Dallol (comme le cratère du Ash Ring, par exemple) dans les cratères de certains petits volcans auxiliaires remplis de vasques salines et d'acides bouillonnants.

## Différentes concrétions du cratère
On peut observer dans le volcan des concrétions de soufre, de sel et d'autres minéraux qui affleurent dans les sources chaudes. L'origine de ces édifices minéraux est multiple. La forte acidité et la forte salinité autour du volcan font resurgir des concrétions dues à la forte présence de chlorure de magnésium, de soufre, de potasse et de saumure liquide et de bischofite fondue qui, cristallisés, créent  les différentes concrétions du site. Des grands taux de saumure dispersés dans l'acide créent aussi des fleurs de sel cristallisées. Les conditions désertiques et isolées du Dallol encouragent la formation d'évaporites, responsables de l’apparition des concrétions de toutes sortes. Des formations salines, ressemblant à des coquilles d'œufs, ornent certaines zones du cratère.

### Concrétions salines
Lorsque des plans d'eau isolés connaissent un taux de salinité supérieur à la moyenne (mer Morte, lac Assal…) des concrétions de sel ont tendance à se former sur les berges de ces lacs, bâtissant souvent des formes évoquant des champignons ou des stalagmites, ainsi que des concrétions évaporitiques et des « corniches » de soude solidifiée. À Dallol, le même cas se produit, mais ces édifices salins, au lieu de se former dans des eaux alcalines, baignent dans l'acide. C'est pourquoi les concrétions adoptent des couleurs jaunes, vertes et orange, à cause du soufre qui s'y dépose.

### Concrétions sulfureuses
Le soufre en grande concentration est aussi responsable de la création de concrétions cristallines, principalement autour de bouches fumerolliennes actives. Ainsi on observe près des solfatares des sortes de grandes « fourrures » de soufre jaune ou orange cristallisé qui peuvent dans certains cas mesurer près d'un mètre. Il y a aussi présence de fragiles concrétions en forme de « coquilles d'œufs » autour des anciens dépôts.

### Autres concrétions et phénomènes salins et sulfureux
Certaines de ces concrétions rappellent en particulier les formations calcaires que l'on peut trouver dans les grottes et les gouffres. En effet, les strates, les cristallisations et autres formations géologiques sont formées de la même manière ; alors que les concrétions des grottes se forment par la calcite façonnée par l'acide des eaux souterraines au cours des centaines d'années, dans des zones isolées géologiquement, les concrétions de Dallol se forment par la soude et le soufre solidifié façonnés par l'acide sulfurique des sources chaudes. Les concrétions ne se dégradent pas, en l'absence de vents et d'activité biologique, et peuvent se former facilement suivant ces conditions géographiques remarquables. Mais il existe des différences en bien des points; d'abord, les concrétions de Dallol se forment bien plus rapidement, l'acidité concentrée et l'eau chauffée accélérant l'érosion. Et de toute façon, les composés géologiques ne sont pas les mêmes. Alors que les strates et plateformes que l'on peut trouver dans des grottes sont faites de calcite et remplies de vasques d'eaux phréatiques, les terrasses de Dallol sont formées par le sel et le soufre et sont remplies d'acides purs. Les « coquilles d'œufs » peuvent aussi être trouvés dans les grottes et les gouffres, bien que formés à partir du calcaire et non du sel.

## Biologie
Malgré les dires que l'on peut entendre dans les tours touristiques, la couleur de l'eau est lié à sa chimie et non pas à la présence de microorganismes. Une étude de microbiologie a montré que les conditions d'hyperacidité (pH négatif qui peut aller jusqu'à -1,6 à cause des effets conjugués de la concentration d'acide sulfurique, de la température qui peut atteindre 110 °C en sortie de cheminée et des concentrations en sels qui peuvent atteindre plus de 50 %) et d’hypersalinité (au moins 30 % de sel, soit dix fois plus que dans la mer), peu compatibles avec la vie, permettent cependant le développement d'une dizaine d'espèces d'archées extrêmophiles (acidophiles et halophiles).

## Activité humaine
Il n'existe actuellement aucune activité humaine dans le site. Seuls les Afars habitent autour du cratère, d'où ils extraient le sel des plaines salines et l'emportent jusqu'à la capitale à dos de dromadaire. Aucune activité géothermique pour l'industrie thermale.
Il existe dans le cratère une ville fantôme, ancienne usine d'extraction de potassium utilisée par les Italiens pendant l'invasion du pays par Mussolini. Réutilisé plus tard par les Américains comme village, le site finit par être finalement abandonné dans les années 1960, les conditions géographiques n'étant pas propices à l'expansion du village. Aujourd'hui, les décombres de l'ancienne usine sont encore visibles : ils s'amoncellent en tas de métaux rouillés par l'humidité acide du volcan, progressivement recouverts avec le temps par les sources chaudes et les concrétions.

## Climat
| Mois                              | Janv. | Fév. | Mars | Avril | Mai  | Juin | Jui. | Août | Sep. | Oct. | Nov. | Déc. | Année |
| --------------------------------- | ----- | ---- | ---- | ----- | ---- | ---- | ---- | ---- | ---- | ---- | ---- | ---- | ----- |
| Record de chaleur (°C)            | 40    | 42   | 49   | 49    | >50  | >50  | >60  | >60  | >50  | 48   | 45   | 41   | >60   |
| Température maximale moyenne (°C) | 36.1  | 36.1 | 38.9 | 40.6  | 44.4 | 46.7 | 45.6 | 45   | 42.8 | 41.7 | 39.4 | 36.7 | 41.2  |
| Température moyenne (°C)          | 30.3  | 30.5 | 32.5 | 33.9  | 36.4 | 38.6 | 38.7 | 37.6 | 37.3 | 35.6 | 33.2 | 30.8 | 34.6  |
| Température minimale moyenne (°C) | 24.6  | 24.6 | 26   | 27.1  | 28.5 | 30.4 | 31.8 | 31   | 31.6 | 29.6 | 27.1 | 25.7 | 28.2  |
| Record de froid (°C)              | 17    | 18   | 19   | 21    | 23   | 25   | 24   | 24   | 27   | 24   | 20   | 19   | 17    |
| Ensoleillement (h)                | 310   | 295  | 310  | 320   | 350  | 360  | 335  | 340  | 330  | 325  | 310  | 305  | 3890  |
| Précipitations (mm)               | 4     | 4    | 13   | 12    | 5    | 1    | 8    | 13   | 6    | 8    | 3    | 2    | 79    |
| Nombre de jours avec pluie (j)    | 3.1   | 2.2  | 3.9  | 6.3   | 4.4  | 1.6  | 8.4  | 12.7 | 6.1  | 4    | 1.8  | 1.1  | 55.6  |
| Nombre de jours avec neige        | 0     | 0    | 0    | 0     | 0    | 0    | 0    | 0    | 0    | 0    | 0    | 0    | 0     |
| Humidité relative (%)             | 52    | 54   | 48   | 45    | 42   | 32   | 36   | 54   | 46   | 47   | 39   | 46   | 45    |

La région de Dallol, située au cœur du Triangle de l’Afar, figure parmi les lieux les plus chauds et les plus extrêmes de la planète en termes de climat. Elle se distingue non seulement par des températures journalières qui dépassent très fréquemment les 40 °C, mais également par des valeurs maximales pouvant excéder les 50 °C au cours des périodes les plus chaudes. À ce titre, Dallol rivalise avec les températures les plus extrêmes jamais enregistrées sur Terre, comme les 56,7 °C observés dans la Vallée de la Mort en Californie, les 56,0 °C enregistrés en 1922 à El Azizia en Libye (température contestée mais historique), les 55,0 °C à Kébili en Tunisie,  51.3 °C à Ouargla (Algérie) ou encore les plus de 53 °C atteints dans plusieurs localités d’Iran, d’Irak, du Koweït (54,0 °C à Mitribah) et du Pakistan (53,9 °C à Turbat).
Toutefois, à la différence de ces régions record où les températures hivernales peuvent chuter en dessous de 0 °C, entraînant fréquemment gel et amplitudes thermiques importantes, Dallol présente une exception climatique remarquable : la température moyenne maximale du mois le plus « froid » de l’année y dépasse 36 °C, ce qui en fait l’endroit habité à la plus haute température hivernale moyenne connue. Les températures minimales, même en saison dite « fraîche », restent exceptionnellement élevées et descendent rarement sous les 20 °C, y compris durant la nuit.
Ce climat hyperaride et extrêmement chaud, sans hiver froid et sans gel, distingue Dallol de tous les grands déserts mondiaux. En effet, contrairement au Sahara, au désert de Sonora et au désert des Mojaves en Arizona, au désert d’Atacama (Chili), au grand désert de Victoria (Australie), au désert d’Arabie ou encore au désert de Gobi (Chine et Mongolie), où les températures hivernales peuvent fréquemment chuter sous les 0 °C, Dallol se maintient chaud toute l’année, sans interruption saisonnière. 
Ce profil thermique unique — chaleur extrême constante, stabilité thermique annuelle et absence totale de gel — confère à Dallol le statut de désert le plus chaud du monde en moyenne annuelle. Il constitue un laboratoire naturel d’exception pour l’étude du climat extrême, de la géologie volcanique et des environnements analogues à ceux que l’on suppose exister sur la planète Mars.